# Iglesia de Santa Bárbara (Minas de Riotinto)
La iglesia de Santa Bárbara es una parroquia situada en el municipio español de Minas de Riotinto, en la provincia de Huelva, comunidad autónoma de Andalucía. En la actualidad el edificio se encuentra indexado dentro del catálogo del Patrimonio Histórico Andaluz. 

## Historia
La iglesia de Santa Bárbara, de estilo ecléctico, fue inaugurada en 1917. Fue construida en el núcleo de El Valle del municipio de Minas de Riotinto en sustitución de la parroquia que existía en el poblado histórico de «La Mina», que acabaría siendo derribada ante el avance de los trabajos mineros de la cercana Corta Filón Sur y el peligro que estos suponían. El edificio de la nueva parroquia fue levantado en un extremo del poblado de El Valle, lo que no concordaba la línea seguida durante los siglos anteriores en otros municipios, donde la iglesia constituye una referencia para la población.